# Susan McGreivy
Susan Douglas McGreivy (* 24. Oktober 1939 in San Diego als Susan Gray; † 30. November 2019 in Kalifornien) war eine US-amerikanische Schwimmerin, LGBT-Aktivistin und Rechtsanwältin.

## Leben
McGreivy war Mitglied des Walter Reed Swim Club. 1955 belegte sie den vierten Platz im 400-Meter-Freistilschwimmen bei den Panamerikanischen Spielen.
Sie nahm an den Olympischen Sommerspielen 1956 in Melbourne im Freistilschwimmen in der Staffel der 400-Meter-Strecke teil. Sie studierte an der Northwestern University und war später als Lehrerin in Kalifornien tätig. Sie heiratete und hatte zwei Kinder. Erst in späteren Jahren outete sie sich als lesbisch. 1977 schloss sie ihr wegen der Familie unterbrochenes Jurastudium ab und wurde Rechtsanwältin des Gay Community Services Center of Hollywood (später bekannt als Los Angeles Gay & Lesbian Center).
McGreivy war Gründungsmitglied der Gay Games in Los Angeles. Mit dem olympischen US-amerikanischen Hammerwerfer George Frenn zündete sie 1982 das erste Feuer der Gay Games an.
McGreivy verklagte als Rechtsanwältin die US-amerikanische Organisation Boy Scouts of America und verteidigte die Norton Sound Eight, lesbische Marinesoldatinnen.
1983 reichte sie auch eine Klage gegen das Olympische Organisationskomitee von Los Angeles ein und forderte, dass die 5000- und 10.000-Distanz-Rennen (Leichtathletik) in das Programm für Frauen aufgenommen werden. Sie arbeitete auch an dem Fall gegen das Olympische Komitee der Vereinigten Staaten (USOC), nachdem es Tom Waddell und San Francisco Arts & Athletics, die Organisation, die die schwulen Olympischen Spiele veranstaltet, wegen der Verwendung des Wortes „olympisch“ verklagt hatte.

## Auszeichnungen und Preise (Auswahl)
- 2013: Träger des FGG Legacy Award